# Liste des sénateurs belges (législature 1929-1932)
Pour les articles homonymes, voir Liste des sénateurs belges.

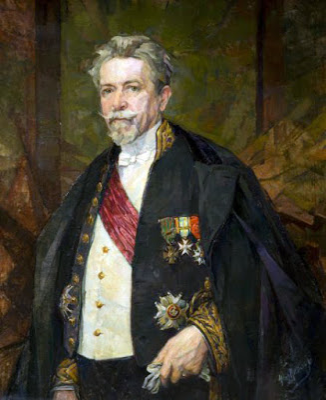
Charles Magnette, président du Sénat

Liste des sénateurs pour la législature 1929-32 en Belgique, à la suite des élections législatives par ordre alphabétique.

## Président
- Charles Magnette

## Membres

### De droit
- S.A.R. Mgr. le Prince Léopold de Belgique

### Élus
1. Joseph Baeck (+22.10.1931) (arr.Bruxelles) remplacé 29.10.1931 par Houben
2. Vicomte Paul Berryer (arr.Liège)
3. baron Pol-Clovis Boël (arr.Mons-Soignies)
4. Gaston Bossuyt (arr. Courtrai-Ypres)
5. Gustave Bruneel de la Warande (arr. Courtrai-Ypres)
6. Emile Calonne (arr. Tournai-Ath)
7. Albert Carnoy (arr. Bruxelles)
8. Paul Cartuyvels (arr. Hasselt-Tongres-Maaseik)
9. baron Amand Casier de ter Beken (arr. Gand-Eeklo)
10. Daniel Clesse (arrts du Luxembourg)
11. Joseph Coole (arr. Courtrai-Ypres)
12. Paul Crokaert[1] (arr. Bruxelles)
13. Georges Croquet (arr. Charleroi-Thuin)
14. Hector Cuelenaere (arr. Gand-Eeklo)
15. Remy Damas (arr. Liège)
16. comte Louis de Brouchoven de Bergeyck (arr. Termonde-Saint-Nicolas)
17. Joseph De Clercq (arr. Audenarde-Alost)
18. baron René de Dorlodot (arr. Charleroi-Thuin)
19. baron Henri de Kerchove d'Exaerde (arr. Gand-Eeklo)
20. comte Henri de la Barre d'Erquelinnes (arr.Mons-Soignies)
21. Fernand Demets (arr. Bruxelles)
22. baron David de Mévius (arr. Namur-Dinant-Philippeville)
23. baron Joseph de Moffarts (arrts du Luxembourg)
24. Demoulin (arr. Charleroi-Thuin)
25. Guillaume-Ghislain De Nauw (arr.Audenarde-Alost)
26. Léon Dens[2] (arr. Anvers)
27. Eugène Derbaix (+25.10.1932) (arr. Charleroi-Thuin)
28. baron Édouard Descamps, 2e vice-président (arr.Louvain)
29. Albert de Spot (arr. Furnes-Dixmude-Ostende)
30. chevalier Charles Dessain (arr. Malines-Turnhout)
31. baron Léon de Steenhault de Waerbeeck (arr. Bruxelles)
32. Henri Dewaele (arr. Roulers-Tielt)
33. baron Albert d'Huart, questeur[3] (arr. Namur-Dinant-Philippeville)
34. Octave Dierckx (arr. Bruxelles)
35. Émile Digneffe (arr. Liège)
36. Henry Disière (arr. Namur-Dinant-Philippeville)
37. Ghislain Dochen (arr. Huy-Waremme)
38. Casimir Du Bost, secrétaire[4] (arr. Bruxelles)
39. vicomte Léon du Bus de Warnaffe, questeur[5] (arrts du Luxembourg)
40. baron François du Four (arr. Malines-Turnhout)
41. Jules Dufrane (arr.Mons-Soignies)
42. François (arr. Charleroi-Thuin)
43. Gustave Genard (arr. Nivelles) remplacé 13.11.1929 par Jules Hans
44. baron Charles Gillès de Pélichy (arr.Roulers-Tielt) (démissionne 23.12.1930) remplacé 13.01.1931 par Michiel Aerbeydt
45. Hilaire Gravez (arr. Audenarde-Alost)
46. Charles Hannick (arr. Gand-Eeklo)
47. Valère Hénault (arr. Liège)
48. Gabriël Hicguet, questeur (arr. Namur-Dinant-Philippeville)
49. baron Maurice Houtart[6] (arr.Tournai-Ath)
50. Alphonse Huisman-van den Nest, secrétaire (arr. Bruxelles)
51. Armand Huysmans (arr. Bruxelles)
52. Gustave Jansen (arr.Malines-Turnhout) (+ 1932) remplacé 13.9.1932 par Paul Lamborelle
53. Alfred Laboulle (nl) (arr. Liège)
54. Pierre Lalemand (arr.Bruxelles)
55. Joseph Lebeau (arr. Huy-Waremme)
56. Alfred Leurquin (arr. Nivelles)
57. Henri Libbrecht (+11.08.1932) (arr.Termonde-Saint-Nicolas) remplacé par Alfons Hebbinckuys
58. Simon Lindekens (arr.Hasselt-Tongres-Maaseik)
59. Maurice Auguste Lippens[7] (arr.Gand-Eeklo)
60. Jean Mahieu (arr. Roulers-Tielt)
61. Gustave Martens (arr.Courtrai-Ypres) (+1932) remplacé par Edgard Missiaen
62. Léon Matagne (arr. Charleroi-Thuin)
63. Auguste Mattagne (arr.Nivelles)
64. baron Georges Meyers (nl) (arr. Hasselt-Tongres-Maaseik)
65. Molet (arr. Namur-Dinant-Philippeville)
66. Mousty (arr. Charleroi-Thuin)
67. Gilbert Mullie (arr. Anvers)
68. Ernest Nolf (arr. Anvers)
69. Henri Ohn (arr. Verviers)
70. Félix Paulsen (arr. Bruxelles)
71. François Quinchon (arr.Mons-Soignies)
72. Renier (arr.Liège)
73. Édouard Ronvaux (arr. Namur-Dinant-Philippeville)
74. baron Albéric Ruzette, 3e vice-président (arr. Bruges) (+ 25.5.1929) remplacé 26.5.1929 par Victor Van Hoestenberghe (nl)
75. Alphonse Ryckmans, 1er secrétaire (+1931) (arr.Anvers) remplacé 13.01.1931 par Jan-Jozef De Clercq, questeur
76. baron Alfred Simonis (arr. Verviers)
77. Guillaume Solau (arr. Bruxelles)
78. Pieter-Hendrik Spillemaeckers (+2.01.1932) (arr. Anvers) remplacé 19.01.1932 par Alfred Cools
79. Charles Van Belle, secrétaire (arr. Liège)
80. Louis Van Berckelaer (arr. Anvers)
81. Désiré Vandemoortele (arr. Louvain)
82. Gomar Vandewiele (arr. Audenarde-Alost)
83. Edmond Van Dieren (arr.Malines-Turnhout)
84. Pierre Van Fleteren (nl) (arr. Termonde-Saint-Nicolas)
85. Joseph Van Roosbroeck, secrétaire (arr. Malines-Turnhout)
86. Edouard Van Vlaenderen (arr. Furnes-Dixmude-Ostende)
87. baron Joseph van Zuylen (arr.Liège)
88. Arthur Verbrugge (arr. Bruges)
89. Rudolf Vercammen (arr. Gand-Eeklo)
90. Louis Verheyden (arr.Louvain)
91. vicomte Adrien Vilain XIIII (arr. Mons-Soignies)
92. vicomte Georges Vilain XIIII (arr. Termonde-Saint-Nicolas) (+ 18.3.1931) remplacé 25.03.1931 par Albéric Van Stappen
93. Vincent Volckaert, questeur (arr. Mons-Soignies)
94. Victor Waucquez (arr. Bruxelles)
95. Karel Weyler (arr. Anvers)

### Provinciaux

#### Province d'Anvers
- Georges Barnich
- Alfred Cools (devient élu direct, remplacé 20.2.1932 par Gaston Fromont)
- le duc Robert d'Ursel
- Paul Lamborelle
- Hector Lebon, secrétaire
- Henri Longville
- Jan Van Mierlo

#### Province de Brabant
- Léopold Beosier
- Auguste de Becker Remy, questeur (+6.11.1930) remplacé le 10.12.1930 par Gaston Philips
- Paul Henricot
- Daniël Leyniers
- Cyrille Van Overbergh
- Emile Vinck, questeur (Brabant)

#### Province de Flandre-Orientale
- comte André de Kerchove de Denterghem (démission 1932, remplacé 4.2.1932 par Victor Van Cauteren)
- Gustaaf Eylenbosch
- Romain Moyersoen
- Léon Thienpont

#### Province de Flandre-Occidentale
- Edmond Depontieu
- Camille Lammertijn
- Alfons Van Coillie (nl)
- Edouard Van Vlaenderen

#### Province de Hainaut
- Albert Asou libéral
- Jules Casterman socialiste
- Alfred Danhier socialiste
- Léon Guinotte (démissionne, remplacé le 5.08.1931 par Octave Leduc) libéral
- Adrien Hulin catholique
- Jules Lekeu socialiste

#### Province de Limbourg
- Pierre Beckers
- Edouard Janssens
- Armand Schotsmans

#### Province de Liège
- Guillaume Joachim
- Henri La Fontaine, 1er vice-président
- Charles Magnette, président
- Georges Polet

#### Province de Luxembourg
- baron Henry Delvaux de Fenffe
- Jabon
- Hubert Pierlot

#### Province de Namur
- Ernest Duchateau
- Leclercq
- Léon Legrand

### Cooptés
- Lucien Beauduin libéral
- Pieter-Jan Broekx (nl) catholique
- Comte Charles de Broqueville catholique[8]
- Louis De Brouckère socialiste
- Prosper De Bruyn socialiste
- Maurice Despret libéral
- Pierre Diriken socialiste
- Henri Duchatel catholique
- Fernand Golenvaux catholique (+ 21.12.1931) remplacé 14.01.1932 par Alphonse Ferminne
- Armand Hubert catholique
- Arthur Jauniaux socialiste
- Arthur Ligy, catholique, secrétaire
- Georges Limage catholique
- Corneille Mertens socialiste
- Père Georges Rutten catholique
- Paul Segers catholique
- Mme Marie Spaak socialiste
- Paul Tschoffen catholique[9]
- Maurice Vauthier libéral[10] (+ 25.6.1931) remplacé par Jules Ingenbleek libéral
- August Vermeylen socialiste

### Greffier
- vicomte René de Biolley